# Lawndale (Carolina del Nord)
Lawndale és una població dels Estats Units a l'estat de Carolina del Nord. Segons el cens del 2000 tenia 642 habitants.

## Demografia
Segons el cens del 2000, Lawndale tenia 642 habitants, 270 habitatges i 180 famílies. La densitat de població era de 306 habitants per km².
Dels 270 habitatges en un 24,4% hi vivien nens de menys de 18 anys, en un 50,4% hi vivien parelles casades, en un 11,5% dones solteres, i en un 33% no eren unitats familiars. En el 30,4% dels habitatges hi vivien persones soles el 18,1% de les quals corresponia a persones de 65 anys o més que vivien soles. El nombre mitjà de persones vivint en cada habitatge era de 2,38 i el nombre mitjà de persones que vivien en cada família era de 2,92.
Per edats la població es repartia de la següent manera: un 21,8% tenia menys de 18 anys, un 8,1% entre 18 i 24, un 26,3% entre 25 i 44, un 18,4% de 45 a 60 i un 25,4% 65 anys o més.
L'edat mediana era de 41 anys. Per cada 100 dones de 18 o més anys hi havia 81,2 homes.
La renda mediana per habitatge era de 30.250 $ i la renda mediana per família de 36.023 $. Els homes tenien una renda mediana de 26.484 $ mentre que les dones 19.792 $. La renda per capita de la població era de 13.002 $. Entorn del 14,5% de les famílies i el 19,6% de la població estaven per davall del llindar de pobresa.

## Poblacions més properes
El següent diagrama mostra les poblacions més properes.